# Провинција Сацума
Сацума (јап. 薩摩国) је једна од 66 историјских провинција Јапана, која је постојала од почетка 8. века (закон Таихо из 703. године) до Мејџи реформи у другој половини 19. века. Сацума се налазила на јужној обали острва Кјушу.
Царским декретом од 29. августа 1871. све постојеће провинције замењене су префектурама. Територија Сацуме припада западном делу данашње префектуре Кагошима.

## Географија
Сацума је југу и западу излазила на Тихи океан, а провинцији је припадао и јужни део архипелага Амакуса. На северу се граничила са провинцијама Хиго и Хјуга, а на истоку са провинцијом Осуми.